# Les Mauvaises Langues
 (avril 2017).
Si vous disposez d'ouvrages ou d'articles de référence ou si vous connaissez des sites web de qualité traitant du thème abordé ici, merci de compléter l'article en donnant les références utiles à sa vérifiabilité et en les liant à la section « Notes et références ».
 (avril 2017).
Les Mauvaises Langues est un groupe de rock originaire du Nord de la France, composé de 5 musiciens. Créé en 1998, il a à son actif 8 albums sur le label Verone Music.

## Le groupe
- Bertrand Denele : Guitare
- Laurent Combes : Batteries, Percussions
- Philippe Moreau : Chant
- Hervé Poinas : Basse
- Nicolas Desmalines : Violon

Anciens Membres :
- Julien Montignies : guitare acoustique
- Benjamin Desmalines : batterie
- Nicolas Desmalines : violon & claviers
- Maxence Doussot : Batteries, Percussions
- Pierre George : Guitares, Basse, Claviers

## Biographie
En juillet 1998, 6 amis Lillois ayant tous déjà une certaine expérience des scènes nordistes (en rock’n’roll pour certain, en concertos pour d’autres) se réunissent autour d’un projet commun. Enchaînant les concerts, les Mauvaises Langues enregistrent une démo de 10 titres dès la fin 1998. La rencontre de Guy Marseguerra et de l’ensemble de l’équipe de Vérone Productions quelques mois plus tard permet de transformer cette maquette en un premier album, « 250 000 heures de vol… et des bricoles », qui sera vendu à 6000 exemplaires.
Sur sa cinquantaine de concerts annuels, le groupe commence alors à en donner une partie hors de la région lilloise. Ce qui leur permet de remporter le trophée Radio France à Périgueux  en 2001, de tourner avec France Bleu en 2002 (36 dates), de jouer au Sentier des Halles à Paris et de participer aux Francofolies de La Rochelle... À cette occasion, Jean-Louis Foulquier de France Inter dira d’eux « J’ai été percuté par la qualité des textes et leur présence sur scène ».
Ils sortent en 2002 leur deuxième album « Du vent dans les têtes », mixé par Jean-Marc Hauser (Thiéfaine…), toujours produit par l’indépendant Vérone Production mais diffusé nationalement à hauteur de 10 000 exemplaires. Cet album aborde des thèmes plus personnels ainsi que d’autres plus critiques. L’influence rock de chacun des musiciens y transparaît plus évidemment. Le groupe a également acquis une certaine maturité dans l’écriture musicale.
En 2003 et 2004, les Mauvaises Langues reprennent les concerts, leur véritable élément (300 dates en 5 ans). S’enchaînent notamment une participation torride au festival « Alors Chante » de Montauban, une tournée en Pologne, une autre en Allemagne, une première partie de Jacques Higelin aux Francofolies de La Rochelle, la Fête de l’Humanité...
En 2004, c’est l’enregistrement du troisième album « Peut-être un jour » au studio « Rising Sun » à Bruxelles sous la direction de Gilles Martin (Miossec, Dominique A, Girls in Hawaii…). L’album sort le 1er mars 2005. Cette fois encore, l’écriture du groupe a progressé avec des sonorités encore plus électriques que sur les 2 précédents albums et l’envie de faire passer sur le disque l’énergie des six musiciens sur scène.
En mai 2006, Julien Montignies (Guitare acoustique, membre du groupe depuis 1998) quitte le groupe pour des raisons personnelles. Les Mauvaises Langues décident de se recentrer sur les « basiques » de leur répertoire : « Il y aura une évolution mais pas de révolution, annonce Hervé. Notre style sera toujours présent, seul s’ajoutera quelques instruments que nous n’avons pas utilisé jusqu’ici. »
En juin 2007, départ de Benjamin Desmalines qui est remplacé par Maxence Doussot à la batterie.
Janvier 2008, un nouvel album a été enregistré au studio Rising Sun (Bruxelles), sous la houlette de Géraldine Capart (Françoiz Breut, Dominique A). 14 nouvelles chansons ont été mises "dans la boite" en 16 jours intenses et riches de joyeuse créativité. Le mixage a été assuré par Erwin Autrique (Mano Negra, Louise Attaque...) au studio ICP (Bruxelles). Cet album est sorti en octobre 2008.
Durant l'été 2010, les Mauvaises Langues préparent un nouvel album au concept novateur: remplacer les habituels studios d'enregistrements par des studios de plein air. Voilà l'enjeu de ce nouvel album, proposer à leur public un cinquième album (CD+DVD) composé de 12 nouveaux morceaux enregistrés sur 12 sites emblématiques de la région. Notons parmi ces sites le Cap Gris Nez, la Vieille Bourse à Lille, le stade Bollaert et bien d'autres. « En studio, on peut passer chacun notre tour et recommencer. Là, on doit tous faire la bonne prise au même moment », précise Pierre, nouveau membre du groupe, avant de retourner à sa basse, très appliqué. « C'est plus difficile de se concentrer, de faire abstraction des caméras et de se laisser aller », confie Philippe Moreau, chanteur, « mais quel plaisir on prend ! ». Album paru le 23 mai 2011.
L'album "Porcelaine" est sorti le 10 novembre 2014 !